# آنخل تورس
آنخل تورس (اسپانیایی: Ángel Torres‎؛ زادهٔ ۸ مهٔ ۱۹۵۲) بازیکن فوتبال اهل کلمبیا بود.
از باشگاه‌هایی که در آن بازی کرده‌است می‌توان به باشگاه ورزشی دیپورتیوو کالی اشاره کرد.